# Claudia Zwiersová
Claudia Zwiers, (* 23. listopad 1973 Haarlem, Nizozemsko) je bývalá reprezentantka Nizozemska v judu. Je držitelkou bronzové olympijské medaile.

## Sportovní kariéra
S judem začínala v Haarlemu, kde se i vrcholově připravovala pod vedením Coora van der Geesta. V seniorské reprezentaci Nizozemska se začala prosazovat od přestupu z juniorek a svojí náležitost ke světové špičce potvrdila ziskem bronzové olympijské medaile na olympijských hrách v Atlantě.
V roce 1997 jí o mistrovství světa připravilo zranění a od roku 1998, kdy se měnily váhové limity dlouho hledala dřívější formu. V nominaci o olympijské hry v Sydney v roce 2000 musela nakonec ustoupit krajance Edith Bosch. V dalším olympijském cyklu zápasila o váhu výše a bez větších problému si zajistila účast na olympijských hrách v Athénách. Přípravu však neměla ideální na jejím výkonu se to projevilo, vypadla v prvním kole.
Vrcholovou kariéru ukončila po nevydařené kvalifikaci na olympijské hry v Pekingu v roce 2008.

## Výsledky

### Váhové kategorie
| Turnaj             | 1992         | 1993         | 1994         | 1995         | 1996         | 1997         | 1998         | 1999         | 2000         | 2001           | 2002           | 2003           | 2004           | 2005           | 2006           | 2007           | 2008           |
| Turnaj             | 19           | 20           | 21           | 22           | 23           | 24           | 25           | 26           | 27           | 28             | 29             | 30             | 31             | 32             | 33             | 34             | 35             |
| Turnaj             | střední váha | střední váha | střední váha | střední váha | střední váha | střední váha | střední váha | střední váha | střední váha | polotěžká váha | polotěžká váha | polotěžká váha | polotěžká váha | polotěžká váha | polotěžká váha | polotěžká váha | polotěžká váha |
| ------------------ | ------------ | ------------ | ------------ | ------------ | ------------ | ------------ | ------------ | ------------ | ------------ | -------------- | -------------- | -------------- | -------------- | -------------- | -------------- | -------------- | -------------- |
| Olympijské hry     | —            |              |              |              | 3.           |              |              |              | —            |                |                |                | úč.            |                |                |                | —              |
| Mistrovství světa  |              | 5.           |              | 5.           |              | —            |              | úč.          |              | 5.             |                | 5.             |                | 3.             |                | —              |                |
| Mistrovství Evropy | 7.           | 3.           | 3.           | —            | 1.           | 3.           | —            | 7.           | —            | 3.             | 3.             | 5.             | úč.            | 5.             | 7.             | úč.            | 5.             |

### Bez rozdílu vah
| Turnaj            | 1992 | 1993 | 1994 | 1995 | 1996 | 1997 | 1998 | 1999 | 2000 | 2001 | 2002 | 2003 | 2004 | 2005 | 2006 | 2007 | 2008 |
| Turnaj            | 19   | 20   | 21   | 22   | 23   | 24   | 25   | 26   | 27   | 28   | 29   | 30   | 31   | 32   | 33   | 34   | 35   |
| ----------------- | ---- | ---- | ---- | ---- | ---- | ---- | ---- | ---- | ---- | ---- | ---- | ---- | ---- | ---- | ---- | ---- | ---- |
| Mistrovství světa |      | —    |      | —    |      | —    |      | —    |      | —    |      | —    |      | 7.   |      | —    |      |